# 무라 마사
무라 마사(Mura Masa, 1996년 4월 5일 ~ )는 영국의 음악 프로듀서, DJ이다. BBC 사운드 오브 2016에서 5위를 했다.

## 음반 목록

### 정규 앨범
- Mura Masa (2017)

### EP
- Someday Somewhere (2015)

### 믹스테잎
- Soundtrack to a Death (2014)